# Bīlūkhar
Bīlūkhar (persiska: بيروخِر, بيرُوخِر, Bīrūkher, بیلوخر) är en ort i Iran.   Den ligger i provinsen Kohgiluyeh och Buyer Ahmad, i den centrala delen av landet, 500 km söder om huvudstaden Teheran. Bīlūkhar ligger 1 850 meter över havet och antalet invånare är 555.
Terrängen runt Bīlūkhar är huvudsakligen kuperad, men västerut är den bergig. Bīlūkhar ligger nere i en dal. Runt Bīlūkhar är det ganska tätbefolkat, med 75 invånare per kvadratkilometer. Närmaste större samhälle är Mārgown, 8,5 km öster om Bīlūkhar. Omgivningarna runt Bīlūkhar är i huvudsak ett öppet busklandskap.